# 下萨克森州市镇列表
下薩克森是一個位於德國西北部的州。 根據德國聯邦統計局統計的數據，下薩克森是德國人口第4多的州，而該州是德國陸地面積第2大的州，陸地面積為 47,624.22 平方公里（18,387.81 平方英里）。 另外下薩克森共劃分164個城市，54個市級鄉鎮，804個鄉鎮（其中735個屬於鄉鎮聯合體）以及25個無管理區域 ，它們共同構成了38個行政區縣和8個直屬邦政府城市。

## 市鎮列表
| 名稱                  | 旗幟 | 徽章 | 官方網站                                     | 土地面積                          |
| --------------------- | ---- | ---- | -------------------------------------------- | --------------------------------- |
| 阿希姆                |      |      | 阿希姆 （页面存档备份，存于）                | 68.06平方公里（26.28 平方英里）   |
| 阿德萊布森            |      |      | 阿德萊布森 （页面存档备份，存于）            | 75.85平方公里（29.29 平方英里）   |
| 阿德爾海茨多夫        |      |      | 阿德爾海茨多夫                               | 33.22 平方公里（12.83 平方英里）  |
| 阿登比特爾            |      |      | 阿登比特爾                                   | 13.71 平方公里（5.29 平方英里）   |
| 阿登多夫              |      |      | 阿登多夫                                     | 16.08 平方公里（6.21 平方英里）   |
| 埃爾岑                |      |      | 埃爾岑                                       | 105.10 平方公里（40.58 平方英里） |
| 阿芬豪森              |      |      | 阿芬豪森                                     | 12.26 平方公里（4.73 平方英里）   |
| 阿加滕堡              |      |      |                                              | 11.32 平方公里（4.37 平方英里）   |
| 阿豪森                |      |      | 阿豪森                                       | 34.48 平方公里（13.31 平方英里）  |
| 阿爾登                |      |      | 阿爾登                                       | 25.84 平方公里（9.98 平方英里）   |
| 阿勒施泰特            |      |      | 阿勒施泰特                                   | 62.55 平方公里（24.15 平方英里）  |
| 安斯貝克              |      |      | 安斯貝克                                     | 20.59 平方公里（7.95 平方英里）   |
| 安森                  |      |      | 安森                                         | 3.43 平方公里（1.32 平方英里）    |
| 萊訥河畔阿費爾德      |      |      | 萊訥河畔阿費爾德                             | 72.88 平方公里（28.14 平方英里）  |
| 阿爾夫豪森            |      |      | 阿爾夫豪森                                   | 39.33 平方公里（15.19 平方英里）  |
| 巴蘇姆                |      |      | 巴蘇姆 （页面存档备份，存于）                | 168.85 平方公里（65.19 平方英里） |
| 貝克多夫              |      |      | 貝克多夫 （页面存档备份，存于）              | 9.83 平方公里（3.80 平方英里）    |
| 貝沃施泰特            |      |      | 貝沃施泰特 （页面存档备份，存于）            | 197.6平方公里（76.3平方英里）     |
| 博斯特爾              |      |      | 博斯特爾 （页面存档备份，存于）              | 27.15 平方公里（10.48 平方英里）  |
| 布藍茲維              |      |      | 布藍茲維 （页面存档备份，存于）              | 192.13 平方公里（74.18 平方英里） |
| 布雷斯特              |      |      | 布雷斯特 （页面存档备份，存于）              | 24.57平方公里（9.49平方英里）     |
| 布克斯特胡德          |      |      | 布克斯特胡德 （页面存档备份，存于）          | 76.69 平方公里（29.61 平方英里）  |
| 克勞斯塔爾-采勒費爾德 |      |      | 克勞斯塔爾-采勒費爾德 （页面存档备份，存于） | 33.96 平方公里（13.11 平方英里）  |
| 庫克斯港              |      |      | 庫克斯港 （页面存档备份，存于）              | 161.91 平方公里（62.51 平方英里） |
| 克洛彭堡              |      |      | 克洛彭堡 （页面存档备份，存于）              | 70.86 平方公里（27.36 平方英里）  |
| 代爾門霍斯特          |      |      | 代爾門霍斯特 （页面存档备份，存于）          | 62.36 平方公里（24.08 平方英里）  |
| 迪普霍爾茨            |      |      | 迪普霍爾茨 （页面存档备份，存于）            | 104.68 平方公里（40.42 平方英里） |
| 德蘭斯費爾德          |      |      | 德蘭斯費爾德 （页面存档备份，存于）          | 28.75 平方公里（11.10 平方英里）  |
| 恩登                  |      |      | 恩登 （页面存档备份，存于）                  | 112.33 平方公里（43.37 平方英里） |
| 吉夫霍恩              |      |      | 吉夫霍恩 （页面存档备份，存于）              | 104.86 平方公里（40.49 平方英里） |
| 哥廷根                |      |      | 哥延根 （页面存档备份，存于）                | 117.27 平方公里（45.28 平方英里） |
| 戈斯拉爾              |      |      | 戈斯拉爾 （页面存档备份，存于）              | 92.58 平方公里（35.75 平方英里）  |
| 哈默爾恩              |      |      | 哈默爾恩 （页面存档备份，存于）              | 102.53 平方公里（39.59 平方英里） |
| 埃姆斯河畔哈倫        |      |      | 埃姆斯河畔哈倫 （页面存档备份，存于）        | 208.76 平方公里（80.60 平方英里） |
| 漢諾威                |      |      | 漢諾威 （页面存档备份，存于）                | 204.01 平方公里（78.77 平方英里） |
| 黑爾姆施泰特          |      |      | 黑爾姆施泰特 （页面存档备份，存于）          | 66.74 平方公里（25.77 平方英里）  |
| 希爾德斯海姆          |      |      | 希爾德斯海姆 （页面存档备份，存于）          | 92.18 平方公里（35.59 平方英里）  |
| 朗根哈根              |      |      | 朗根哈根 （页面存档备份，存于）              | 71.99 平方公里（27.80 平方英里）  |
| 拉姆施泰特            |      |      | 拉姆施泰特 （页面存档备份，存于）            | 52.87 平方公里（20.41 平方英里）  |
| 梅彭                  |      |      | 梅彭 （页面存档备份，存于）                  | 188.4 平方公里（27.7 平方英里）   |
| 馬森                  |      |      | 馬森                                         | 18.72 平方公里（7.23 平方英里）   |
| 諾德奈                |      |      | 諾德奈 （页面存档备份，存于）                | 26.31 平方公里（14.16 平方英里）  |
| 奧伯恩基興            |      |      | 奧伯恩基興 （页面存档备份，存于）            | 32.55 平方公里（12.57 平方英里）  |
| 歐登堡                |      |      | 歐登堡 （页面存档备份，存于）                | 103.09 平方公里（39.80 平方英里） |
| 奧斯納貝克            |      |      | 奧斯納貝克 （页面存档备份，存于）            | 119.80 平方公里（46.26 平方英里） |
| 奧訥                  |      |      | 奧訥 （页面存档备份，存于）                  | 9.03 平方公里（3.49 平方英里）    |
| 波勒                  |      |      | 波勒 （页面存档备份，存于）                  | 7.21 平方公里（2.78 平方英里）    |
| 羅滕堡                |      |      | 羅滕堡 （页面存档备份，存于）                | 99.0 平方公里（38.22 平方英里）   |
| 雷特姆                |      |      | 雷特姆 （页面存档备份，存于）                | 33.76 平方公里（13.03 平方英里）  |
| 狼堡                  |      |      | 狼堡 （页面存档备份，存于）                  | 204.02 平方公里（78.77 平方英里） |
| 薩爾茨吉特            |      |      | 薩爾茨吉特                                   | 223.92 平方公里（86.46 平方英里） |
| 威廉港                |      |      | 威廉港 （页面存档备份，存于）                | 106.91 平方公里（41.28 平方英里） |